# Amphidiscophora
Sous-classe
Les Amphidiscophora sont une sous-classe d'animaux de l'embranchement des éponges.

## Liste des ordres
Selon World Register of Marine Species (8 septembre 2014) :
- ordre des Amphidiscosida